# Nummis Sparbank
Nummis Sparbank (finska: Nummen Säästöpankki) var en självständig sparbank i Nummis i det finländska landskapet Nyland. Banken som grundades 1875 låg nära Nummis kyrkby i Oinola i det gula sparbankshuset. Nummis Sparbank uppgick i Västra Nylands Sparbank år 1991. Sparbankshuset ligger fortfarande i Oinola och är en del av Nummis kulturlandskap som är skyddat av Museiverket. Nuförtiden är huset i privat ägo.
Innan banken uppgick i Västra Nylands Sparbank hade den tillsammans 79,1 miljon mark depositioner.

## Historia
Den 10 mars 1872 föreslog Nummis kommunalnämnd att en sparbank skulle grundas i Nummis. Grundstadgan fastställdes av Finlands senat den 18 februari 1873. Verksamheten inleddes dock inte förrän 1875 eftersom det var svårt att hitta 400 mark för bankens huvudfond.

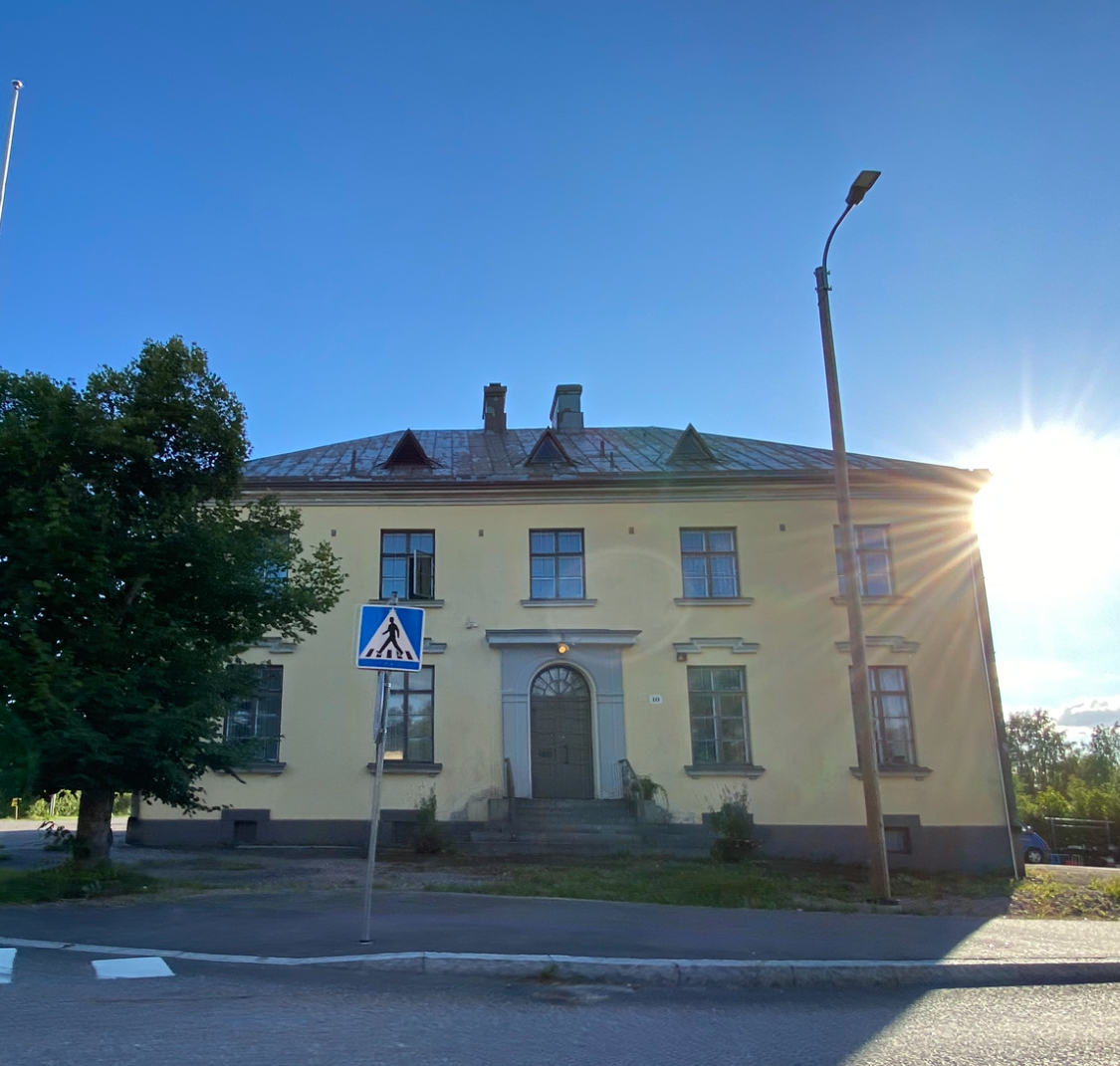
Nummis sparbankshus färdigställdes 1928.

Nummis Sparbank öppnade sina dörrar för kunder för första gången den 31 juli 1875 i huset Antseppä i Oinola by. Efter huset Antseppä har banken också verkat i Oinola folkskola, Nummis kommunalstuga, Nummis föreningshus och Nummis andelshandel. Banken fick sitt eget hus i Oinola år 1928.
Från och med år 1907 var banken öppen två gånger per månad och från och med 1916 var dörrarna öppna varje lördag. Det var bara från och med augusti 1925 som banken var öppen varje vardag.